# 滨海布雷姆
滨海布雷姆（法語：Brem-sur-Mer，法語發音：[bʁɛm syʁ mɛʁ]）是法国卢瓦尔河地区大区旺代省的一个市镇，位于该省西部，属于莱萨布勒多洛讷区。

## 地理
滨海布雷姆（46°36'17"N, 1°49'53"W）面积15.85 平方千米，位于法国卢瓦尔河地区大区旺代省，该省份为法国西部沿海省份，北起大西洋卢瓦尔省和曼恩-卢瓦尔省，西临大西洋，南至滨海夏朗德省，东部及东南部与德塞夫勒省接壤。
与滨海布雷姆接壤的市镇（或旧市镇、城区）包括：拉谢兹日罗、滨海布雷蒂尼奥勒、利勒多洛讷、朗德维埃耶、韦雷、莱萨布勒多洛讷。
滨海布雷姆的时区为UTC+01:00、UTC+02:00（夏令时）。

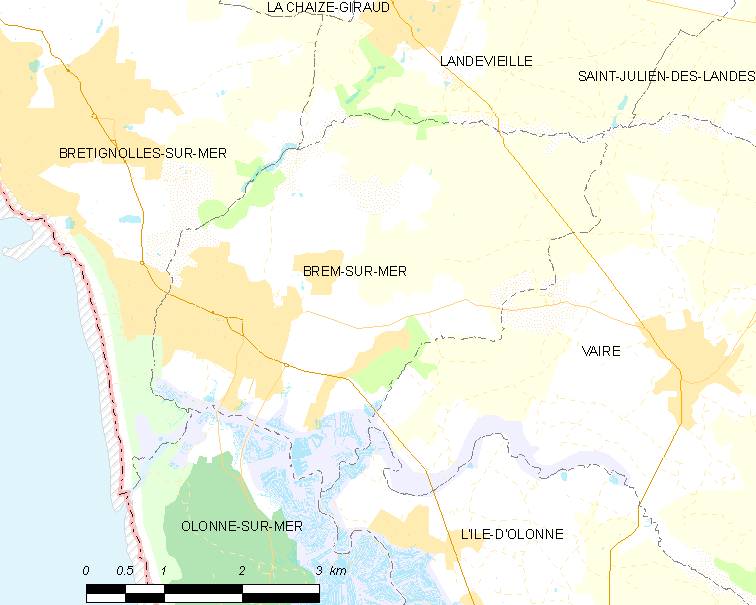
滨海布雷姆的OSM定位图

## 行政
滨海布雷姆的邮政编码为85470，INSEE市镇编码为85243。

## 政治
滨海布雷姆所属的省级选区为圣伊莱尔德里耶县。

## 交通
旺代省省道D38线、D40线、D54线和D80线在境内交汇。旺代城际客运巴士168线经过境内并停靠。

## 人口

1962-2008年间滨海布雷姆人口变化图示

滨海布雷姆于2022年1月1日时的人口数量为2933人。